# کارل آگوست ویتفوگل
کارل آگوست ویتفوگل (به آلمانی: Karl August Wittfogel؛ ۶ سپتامبر ۱۸۹۶ ولترسدورف – ۲۵ مه ۱۹۸۸ در شهر نیویورک)؛ جامعه‌شناس، نمایشنامه نویس، چین‌شناس و مورخ آلمانی بود.

## زندگی
در سال ۱۹۱۴ تحصیلات مدرسه را به پایان رساند و سپس در دانشگاه‌های گوناگون از جمله دانشگاه لایپزیک به تحصیل تاریخ، فلسفه، جامعه‌شناسی و جغرافیا پرداخت. نخست از اعضای برجستهٔ حزب کمونیست آلمان ۱۹۱۸ بود اما پس از عقد پیمان میان آلمان نازی و اتحاد شوروی (پیمان عدم تجاوز) از مارکسیسم برید و در زمرهٔ منتقدان سرسخت این مکتب فکری درآمد. پس از به قدرت رسیدن هیتلر در سال ۱۹۳۳ کوشید به سویس بگریزد اما دستگیر و زندانی شد. اعتراضات جهانی یک سال بعد منجر به آزادی وی شدند و پس از آزادی به انگلستان و سپس ایالات متحد آمریکا مهاجرت کرد. ویتفوگل کمونیسم شوروی و کمونیسم چینی را دارای ماهیتی مشابه با استبداد شرقی می‌دانست و ویژگی تمامیت خواهانه آن‌ها را به باد انتقاد می‌گرفت.

## نظریه شیوه تولید آسیایی
ویتفوگل در کتاب استبداد شرقی: بررسی تطبیقی قدرت تام، نخست تحلیلی از شیوه تولید آسیایی (که نخست توسط خود مارکس مطرح شد) به دست می‌دهد و سپس تبعات آن را در جنبه‌های گوناگون زندگی اجتماعی، سیاسی و فرهنگی جوامعی که چنین شیوه‌ای را به کار بسته‌اند بررسی می‌کند. در فصل نهم این کتاب شرح کوتاهی از سرگذشت این نظریه به ویژه در کشورهای کمونیستی ارائه می‌شود.
مطابق با این نظریه برخی تمدن‌ها مانند تمدن‌های حوزهٔ نیل، میان رودان، سند یانگ تسه و… با توجه به ویژگی‌های جغرافیایی سرزمین خود تنها به شرط کار جمعی فراوان بر روی رودخانه‌ها، کاریزها و شبکه‌های آبرسانی به زمین‌های کشاورزی، توان دسترسی به آب کافی برای مصارف کشاورزی را به دست می‌آوردند. اما کار همگانی با شمار زیادی انسان، نیاز به سازماندهی متمرکز و نیرومندی دارد تا بتواند از عهدهٔ مدیریت آن برآید و کار ساختمان‌های بزرگی مانند سدها و کاریزها را به انجام برساند. این مدیریت مقتدر به مرور زمان به حوزه‌های دیگر زندگی جوامعی که ویتفوگل آن‌ها را جوامع آب سالار می‌خواند از جمله سازماندهی ارتش و ایجاد بناهایی که کاربری به جز آبیاری دارند (مانند کاخ‌ها، معابد، جاده‌ها و…) سرایت می‌کند و در نهایت با تمرکز هرچه بیشتر قدرت سیاسی و ثروت در یک نقطه، حاکم را دارای قدرت مطلقه می‌گرداند. این درحالی است که در جوامع اروپایی و همچنین استثنائاتی مانند ژاپن به دلیل دسترسی آسان به منابع آب نیاز به چنین سازماندهی وجود نداشت.
«وجود دستگاه دیوانی متمرکز و گسترده» هستهٔ اصلی نظریهٔ ویتفوگل را تشکیل می‌دهد.
می‌بایست توجه داشت که واژهٔ «شرقی» در ترکیب «استبداد شرقی» لزوماً به معنی جغرافیایی آن نیست. برای نمونه تمدن اینکا در منتهی‌الیه غربی جهان در ردهٔ دولت‌های آب سالار قرار می‌گیرد.